# Las Mangas, Guanajuato
Las Mangas är en ort i Mexiko.   Den ligger i kommunen Pénjamo och delstaten Guanajuato, i den centrala delen av landet, 300 km väster om huvudstaden Mexico City. Las Mangas ligger 2 253 meter över havet och antalet invånare är 122.
Terrängen runt Las Mangas är huvudsakligen kuperad. Las Mangas ligger uppe på en höjd. Runt Las Mangas är det ganska tätbefolkat, med 104 invånare per kvadratkilometer. Närmaste större samhälle är Pénjamo, 13,7 km öster om Las Mangas. I omgivningarna runt Las Mangas växer huvudsakligen savannskog.